# جیانگ یونگهوا
جیانگ یونگهوا (انگلیسی: Jiang Yonghua؛ زادهٔ ۷ سپتامبر ۱۹۷۳) دوچرخه‌سوار اهل چین است.
وی در مسابقات کشوری و بین‌المللی در مجموع برندهٔ ۲ مدال نقره شده‌است.